# Piz Alpetta (Disentis/Mustér)
Piz Alpetta är en bergstopp i Schweiz.   Den ligger i regionen Surselva och kantonen Graubünden, i den östra delen av landet, 110 km öster om huvudstaden Bern. Toppen på Piz Alpetta är 2 764 meter över havet, eller 115 meter över den omgivande terrängen. Bredden vid basen är 0,87 km.
Terrängen runt Piz Alpetta är huvudsakligen mycket bergig. Närmaste större samhälle är Erstfeld, 18,5 km väster om Piz Alpetta. 
Trakten runt Piz Alpetta består i huvudsak av gräsmarker. Runt Piz Alpetta är det mycket glesbefolkat, med 5 invånare per kvadratkilometer.